# ライマ (雑誌)
ライマ（リトアニア語: Laima）は、リトアニアで発行されている女性向け月刊誌。1993年創刊。当時はカウナスに編集部を置いていたが、2008年、ヴィリニュスに移転。

## 歴史
1993年、ヴィリュス・ウジュトゥパス (Vilius Užtupas) により創刊された。発行部数は、創刊当時は26,000部だったが、1997年には55,000部までに拡大した。

## 歴代編集長
- 1993-1996年 - ヴィオレタ・アグルキーテ (Violeta Agurkytė)
- 1996-1999年 - ダイヴァ・ヴァレヴィチエネ (Daiva Valevičienė)
- 1999-2006年 - ギタナ・ブカウスキエネ (Gitana Bukauskienė)